# Christchurch
|  | Per a altres significats, vegeu «Christ Church». |

Christchurch és una ciutat de Nova Zelanda, fundada el 1850 i situada aproximadament a 300 quilòmetres al sud de la capital, Wellington en la costa est de l'Illa Sud, a la regió de Canterbury. La ciutat va ser el resultat d'una política programada de colonització organitzada per la Canterbury Association, formada el 1849 per membres del Christ Church College de la Universitat d'Oxford (d'aquí el nom de la ciutat) i patrocinada per l'Arquebisbe de Canterbury. L'associació tenia l'utòpic objectiu de crear una nova Jerusalem a Nova Zelanda, una comunitat anglicana de classe mitjana en la qual la moral victoriana pogués prosperar. El seu nom maorí és Otautahi, que ve del cacic maorí Tautahi, líder d'una població a la riba del riu Avon en el segle xix. El 1984 es va organitzar un viatge des de Catalunya per anar a Christchurch a posar una placa indicant en anglès, català i castellà que és als antípodes de Catalunya: «si des d'aquest lloc travesséssim a terra, sortiríem a Catalunya»
Des de l'octubre de 2013 l'alcaldessa de Christchurch és Lianne Dalziel. Prèviament Dalziel havia estat ministra en el gabinet de Helen Clark.

## Clima
| Paràmetres climàtics mitjans de Christchurch               | Paràmetres climàtics mitjans de Christchurch | Paràmetres climàtics mitjans de Christchurch | Paràmetres climàtics mitjans de Christchurch | Paràmetres climàtics mitjans de Christchurch | Paràmetres climàtics mitjans de Christchurch | Paràmetres climàtics mitjans de Christchurch | Paràmetres climàtics mitjans de Christchurch | Paràmetres climàtics mitjans de Christchurch | Paràmetres climàtics mitjans de Christchurch | Paràmetres climàtics mitjans de Christchurch | Paràmetres climàtics mitjans de Christchurch | Paràmetres climàtics mitjans de Christchurch | Paràmetres climàtics mitjans de Christchurch |
| Mes                                                        | Gen.                                         | Feb.                                         | Mar.                                         | Abr.                                         | Mai.                                         | Jun.                                         | Jul.                                         | Ago.                                         | Set.                                         | Oct.                                         | Nov.                                         | Des.                                         | Anual                                        |
| ---------------------------------------------------------- | -------------------------------------------- | -------------------------------------------- | -------------------------------------------- | -------------------------------------------- | -------------------------------------------- | -------------------------------------------- | -------------------------------------------- | -------------------------------------------- | -------------------------------------------- | -------------------------------------------- | -------------------------------------------- | -------------------------------------------- | -------------------------------------------- |
| Temperatura diària màxima °C (°F)                          | 22,5 (72,5)                                  | 22,2 (72)                                    | 20,4 (68,7)                                  | 17,8 (64)                                    | 14,6 (58,3)                                  | 11,7 (53,1)                                  | 11,3 (52,3)                                  | 12,4 (54,3)                                  | 14,9 (58,8)                                  | 17,4 (63,3)                                  | 19,2 (66,6)                                  | 21,2 (70,2)                                  | 17,1 (62,8)                                  |
| Temperatura diària mínima °C (°F)                          | 12,2 (54)                                    | 12,1 (53,8)                                  | 10,6 (51,1)                                  | 7,7 (45,9)                                   | 4,5 (40,1)                                   | 2,1 (35,8)                                   | 1,9 (35,4)                                   | 2,9 (37,2)                                   | 5,1 (41,2)                                   | 7,2 (45)                                     | 8,8 (47,8)                                   | 10,6 (51,1)                                  | 7,1 (44,8)                                   |
| Precipitació total mm (polzades)                           | 42 (1,7)                                     | 39 (1,5)                                     | 54 (2,1)                                     | 54 (2,1)                                     | 58 (2,3)                                     | 66 (2,6)                                     | 79 (3,1)                                     | 69 (2,7)                                     | 45 (1,8)                                     | 53 (2,1)                                     | 44 (1,7)                                     | 49 (1,9)                                     | 648 (25,5)                                   |
| Font: National Institute of Water and Atmospheric Research |                                              |                                              |                                              |                                              |                                              |                                              |                                              |                                              |                                              |                                              |                                              |                                              |                                              |

## Fills il·lustres
- Frances Alda (1883-1952) soprano.

### Política nacional
Nacionalment, Christchurch es localitza en 7 circumscripcions electorals generals i en 1 circumscripció electoral maori a la Cambra de Representants de Nova Zelanda.
| Circumscripció       | Diputat         | Partit    |
| -------------------- | --------------- | --------- |
| Christchurch Central | Nicky Wagner    | Nacional  |
| Christchurch East    | Lianne Dalziel  | Laborista |
| Ilam                 | Gerry Brownlee  | Nacional  |
| Port Hills           | Ruth Dyson      | Laborista |
| Selwyn               | Amy Adams       | Nacional  |
| Waimakariri          | Kate Wilkinson  | Nacional  |
| Wigram               | Megan Woods     | Laborista |
| Te Tai Tonga (maori) | Rino Tirikatene | Laborista |